# Selkäsaaret (ö i Finland, Södra Savolax, S:t Michel, lat 61,62, long 26,80)
Selkäsaaret är en ö i Finland. Den ligger i sjön Ryökäsvesi och Liekune och i kommunen Hirvensalmi i den ekonomiska regionen  S:t Michel och landskapet Södra Savolax, i den södra delen av landet, 190 km nordost om huvudstaden Helsingfors. Öns area är 3,2 hektar och dess största längd är 340 meter i nord-sydlig riktning.  Notera att namnet antyder att det är fråga om flera öar.